# 블라도 리샤크
블라도 리샤크(크로아티아어: Vlado Lisjak, 1962년 4월 29일~)는 유고슬라비아와 크로아티아의 레슬링 선수, 지도자이다. 1984년 하계 올림픽 그레코로만형 라이트급에서 금메달을 획득했으며 은퇴 후 크로아티아 레슬링 대표팀 감독을 맡았다.